# Prêmio Globo de Melhores do Ano de novela do ano
O Prêmio Globo de Melhores do Ano para Novela do Ano é um prêmio anual destinado a melhor telenovela brasileira produzida e exibida pela TV Globo. A categoria foi apresentada pela primeira vez durante a 25ª edição da premiação, sob o título de "Melhor Novela", sendo alterada no ano seguinte para o título atual.

## Vencedores e indicados
|  | Indica a vencedora |

### Década de 2020
Fonte: 
| Ano  | Telenovela              | Autoria                            | Direção Geral                   |
| ---- | ----------------------- | ---------------------------------- | ------------------------------- |
| 2021 | Amor de Mãe             | Manuela Dias                       | José Luiz Villamarim            |
| 2021 | Nos Tempos do Imperador | Thereza Falcão e Alessandro Marson | Vinícius Coimbra                |
| 2021 | Salve-se Quem Puder     | Daniel Ortiz                       | Marcelo Travesso e Fred Mayrink |
| 2022 | Pantanal                | Bruno Luperi                       | Gustavo Fernandez               |
| 2022 | Além da Ilusão          | Alessandra Poggi                   | Luiz Henrique Rios              |
| 2022 | Mar do Sertão           | Mário Teixeira                     | Allan Fiterman                  |
| 2023 | Vai na Fé               | Rosane Svartman                    | Paulo Silvestrini               |
| 2023 | Terra e Paixão          | Walcyr Carrasco                    | Luiz Henrique Rios              |
| 2023 | Todas as Flores         | João Emanuel Carneiro              | Carlos Araújo                   |
| 2024 | Renascer                | Bruno Luperi                       | Gustavo Fernandez               |
| 2024 | Mania de Você           | João Emanuel Carneiro              | Carlos Araújo                   |
| 2024 | No Rancho Fundo         | Mário Teixeira                     | Allan Fiterman                  |

## Estatísticas e recordes
| Sub-categoria                 | Melhor Novela                                                                        | Melhor Novela |
| ----------------------------- | ------------------------------------------------------------------------------------ | ------------- |
| Autores com mais vitórias     | Bruno Luperi (2)                                                                     |               |
| Diretores com mais vitórias   | Gustavo Fernandez (2)                                                                |               |
| Autores com mais indicações   | Mário Teixeira (2), João Emanuel Carneiro (2), Bruno Luperi (2)                      |               |
| Diretores com mais indicações | Luiz Henrique Rios (2), Gustavo Fernandez (2), Allan Fiterman (2), Carlos Araújo (2) |               |